# Бал-маскарад

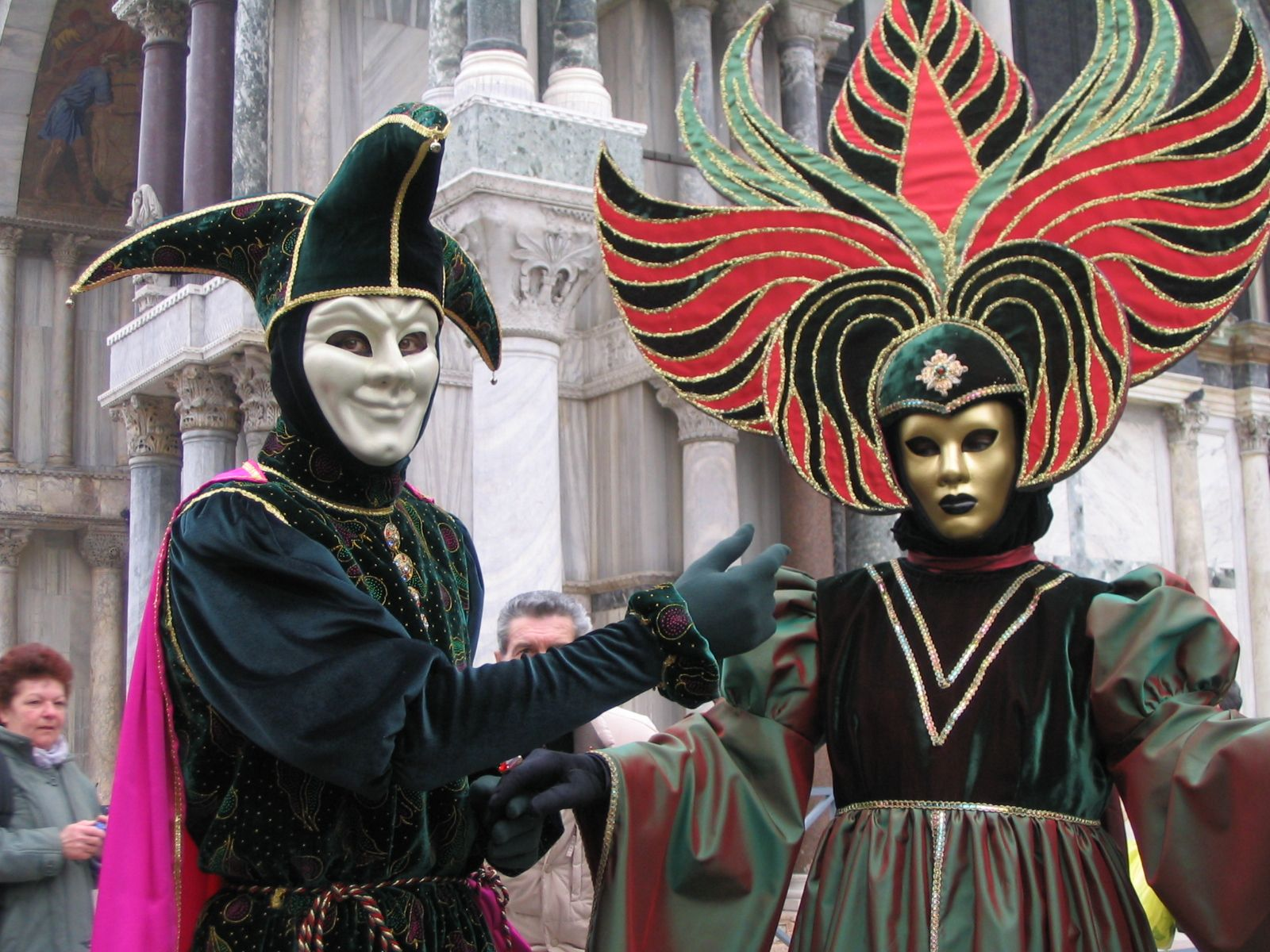
Бал-маскарад на карнавалі у Венеції

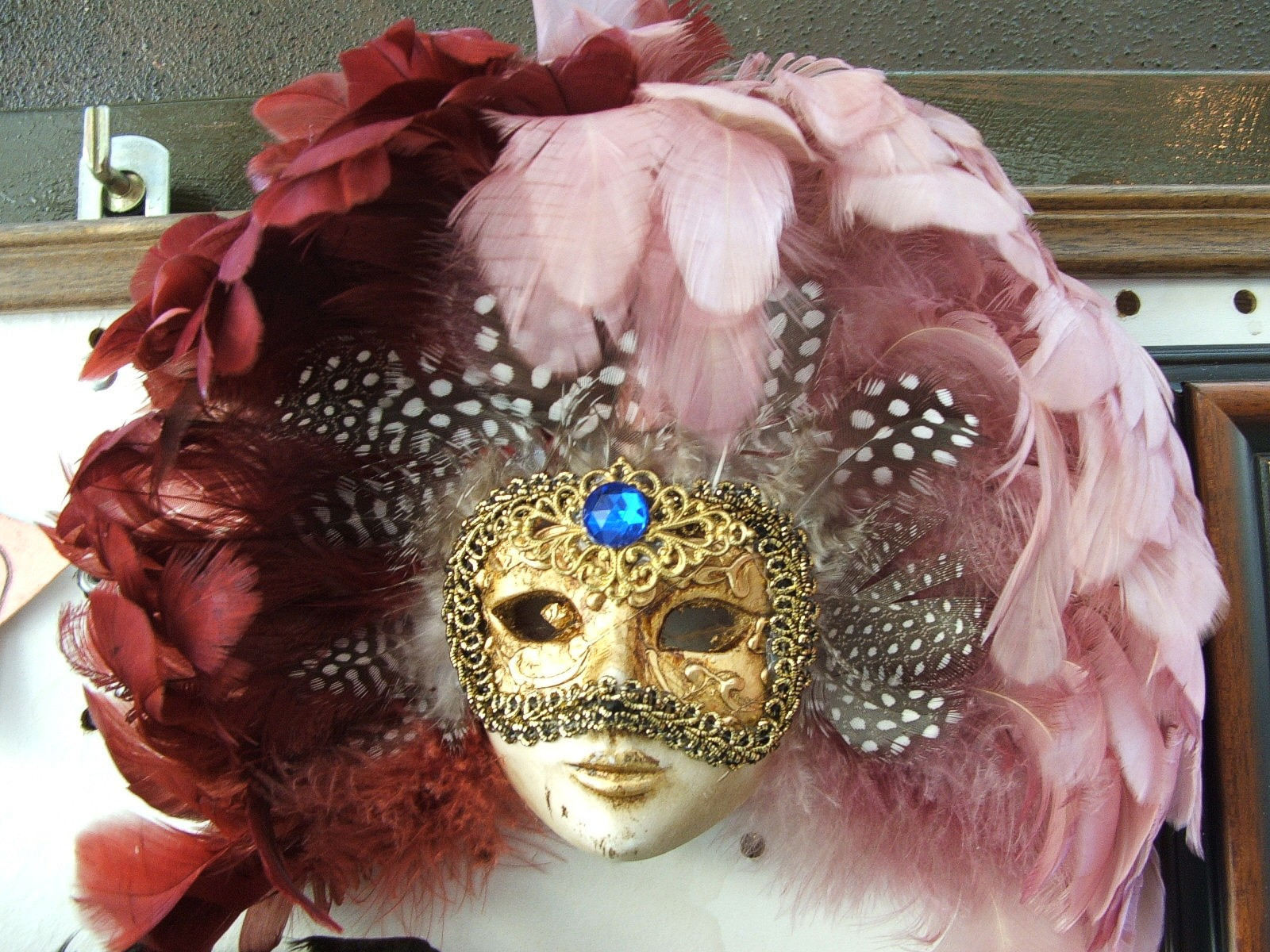
Венеційська маска, Верона, Італія.

Бал-маскарад, Маскарад (від фр. mascarade з італ. mascarade, mascherata, від італ. maschera «маска»). У XVIII—XIX ст. часто використовується назва маскувальний бал (від фр. bal-masqué) — бал, на якому присутні одягнені в різні характерні, національні, історичні чи фантастичні костюми, здебільшого з масками на обличчях. Маскаради виникли в Італії, а звідти поширилися по інших країнах. Вони є одною з улюблених розваг карнавалу.

## Стародавні маскаради
Здавна вірячи в те, що земні справи вершаться позаземними силами, люди шукали у них підтримки й захисту. Поклоняючись природі й «олюднюючи» її, вони створили маску, в якій бачили посередника між цими двома світами. Племена з Ліберії і Берега Слонової Кістки використовували маски предків, щоб просити про врожай. У масаїв з долини Конго вони розмальовували себе крейдою зі священної скелі: чорні контурні лінії та білі кола біля очей були знаком мужності. Спіральний візерунок на підборідді позначав дорогу життя до її духовного центру, до самого себе. Посвячення у віру, шлюб і похорони — весь цикл життя проходив за участю масок. Не випадково на сході так популярна маска гусениці, яка перетворюється на метелика — нова і піднесена фізична якість. А на іншому континенті, в Ліберії, маска кокона використовується в обряді посвячення дівчинки в жінку.

## Маскарад в стародавній Греції та Римі
Не тільки перші вистави в масках, але і весь західний театр народився в Афінах 25 століть тому. Між 600 і 200 роками до нашої ери греки створювали драматургію, яка і сьогодні має успіх. Ставши продовженням святкувань, присвячених Діонісу, богу родючості та відродження, під пером Есхіла, Софокла, Евріпіда міфи та легенди перетворилися в трагедії з величним фіналом, що, за повір'ям, очищує душу. Римські трагічні та комічні маски, подібні мармуровим, що зберігаються в Британському музеї, прийшли до нас з II століття до н. е. до нової ери. У амфітеатрах того часу маска збільшувала риси обличчя, давала можливість глядачам, які сидять далеко від сцени, краще оцінити характер героїв. Ортодоксальне християнство ніколи не брало маски, властиві язичництву, але позбутися від них церкві так і не вдалося. Карнавал був прийнятий як свято майбутньої весни, а італійське слово «carnelevare» означало «відкласти м'ясо в сторону» напередодні великого посту.